# Gyöngyhalász latin zenekar
A Gyöngyhalász együttes tradicionális alapokra épülő latin zenét játszik akusztikus hangszerelésben. Repertoárjukon napfény-ízű dalok szerepelnek Közép- és Dél-Amerika szinte valamennyi országából, Kubából, Spanyolországból és a Kanári-szigetekről.
Fellépéseiken sorra kerülnek a karibi világ kedvelt és ismert dalai, de egzotikus színfoltként játszanak „saját gyűjtéseket” is pl. a Kanári-szigetekről, Peruból vagy Bolíviából. Kedvenc ritmusaik a cumbia, rumba flamenca, samba, merengue, calypso, son, cha-cha-cha, bolero, guajira, isa, huayno, joropo...
A 15 éves jubileum alkalmából állandó táncossal bővítették a produkciót, aki autentikus karibi, standard latin, spanyol és andoki táncokat mutat be. Niquita igyekszik bevonni a táncba másik zenekartagokat, illetve a közönséget is.

## Tagok
- Búzás Csaba
- Buzás-Jáger Anikó
- Szakáll Béla
- Rauscher Géza
- Nyakas Krisztián
- Németh Nikolett
- Franczia Dániel

### Közreműködők
- Marton Zoltán
- Kovács Károly
- Horváth Árpád